# شريح (النادرة)

تعديل مصدري - تعديل

شريح هي إحدى قرى عزلة شريح بمديرية النادرة التابعة لمحافظة إب، بلغ تعداد سكانها 1272 نسمة حسب تعداد اليمن لعام 2004.